# Circus (Britney Spears-album)
Circus är ett musikalbum från den amerikanska sångerskan Britney Spears. Albumet släpptes 2 december 2008 i USA, och en dag tidigare i resten av världen. Första singeln, "Womanizer", var planerad att släppas 22 september 2008, men releasen sköts upp till 26 september samma år. Albumet fick ett svalt mottagande av svenska kritiker och har enligt Kritiker.se ett medelbetyg på 2,4 av 5 (9 december 2008). Albumet har sålts i över 5 miljoner exemplar (2012)

## Låtlista
| Nr  | Titel              | Låtskrivare                                                                | Producent                             | Tid  |
| --- | ------------------ | -------------------------------------------------------------------------- | ------------------------------------- | ---- |
| 1.  | "Womanizer"        | Nikesha Briscoe, rapheal                                                   | The Outsyders                         | 3:43 |
| 2.  | "Circus"           | Claude Kelly, Lukasz Gottwald, Benjamin Levi                               | Dr. Luke & Benny Blanco               | 3:12 |
| 3.  | "Out from Under"   | Arnthor Birgisson, Wayne Hector, Shelly Peiken                             | Guy Sigsworth                         | 3:54 |
| 4.  | "Kill the Lights"  | Marcella Araica, Luke Boyd, Nathaniel Hills, James Washington              | Danja & Jim Beanz                     | 3:59 |
| 5.  | "Shattered Glass"  | Claude Kelly, Lukasz Gottwald, Benjamin Levin                              | Benny Blanco, Dr. Luke & Claude Kelly | 2:53 |
| 6.  | "If U Seek Amy"    | Savan Kotecha, Alexander Kronlund, Max Martin, Shellback                   | Max Martin                            | 3:37 |
| 7.  | "Unusual You"      | Henrik Jonback, Christian Karlsson, Kasia Livingston, Pontus Winnberg      | Bloodshy & Avant                      | 4:23 |
| 8.  | "Blur"             | Marcella Araica, Stacy Barthe, Nathaniel Hills                             | Danja                                 | 3:09 |
| 9.  | "Mmm Papi"         | Britney Spears, Adrien Gough, Nicole Morier, Peter-John Keer, Henry Walter | Let's Go To War & Nicole Morier       | 3:22 |
| 10. | "Mannequin"        | Spears, James Fauntleroy II, Rob Knox, Harvey Mason, Jr.                   | Rob Knox & Harvey Mason, Jr.          | 4:06 |
| 11. | "Lace and Leather" | Lukasz Gottwald, Benjamin Levin, Ronnie Jackson and Frankie Storm          | Benny Blanco, Dr. Luke & Claude Kelly | 2:48 |
| 12. | "My Baby"          | Spears, Sigsworth                                                          | Guy Sigsworth                         | 3:20 |

### Bonuslåtar
| Nr  | Titel                                               | Låtskrivare | Producent                    | Tid  |
| --- | --------------------------------------------------- | --- | ---------------------------- | ---- |
| 13. | "Radar"                                             | Christian Karlsson, Pontus Winnberg, Henrik Jonback, Balewa Muhammad, Candice Nelson, Ezekiel "Zeke" Lewis, Patrick Smith | Bloodshy & Avant, The Clutch | 3:49 |
| 14. | "Rock Me In" (Europeisk & Deluxe Edition bonuslåt)  | Spears, Nicole Morier, Greg Kurstin                                                                                       | Greg Kurstin                 | 3:17 |
| 15. | "Phonography" (Europeisk & Deluxe Edition bonuslåt) | Christian Karlsson, Pontus Winnberg, Henrik Jonback, Balewa Muhammad, Candice Nelson, Ezekiel "Zeke" Lewis, Patrick Smith | Bloodshy & Avant, The Clutch | 3:35 |
| 16. | "Amnesia" (Japansk bonuslåt)                        | Fernando Garibay, Kasia Livingston                                                                                        | Fernando Garibay             | 3:57 |
| 17. | "Trouble" (iTunes Pre-oder bonuslåt)                | | Bloodshy & Avant, The Clutch | 3:35 |
| 18. | "Quicksand" (Europeisk iTunes bonuslåt)             | Stefani Germanotta, Fernando Garibay                                                                                      | Fernando Garibay             | 4:05 |
| 19. | "Rock Boy" (Tysk bonuslåt)                          | |                              | 3:21 |

## Singlar
- Womanizer
- Circus
- If U Seek Amy
- Radar

## Releasehistorik
| Land               | Datum            |
| ------------------ | ---------------- |
| Europeiska unionen | 28 november 2008 |
| Nya Zeeland        | 28 november 2008 |
| Australien         | 28 november 2008 |
| Sydafrika          | 28 november 2008 |
| Resten av Europa   | 30 november 2008 |
| Storbritannien     | 1 december 2008  |
| USA                | 2 december 2008  |
| Sydamerika         | 3 december 2008  |
| Filippinerna       | 3 december 2008  |